# Anna Bubała
Anna Bubała, niem. Anna Buballa (ur. 25 lipca 1954) – polska i niemiecka lekkoatletka, startująca w skoku wzwyż, skoku w dal, pięcioboju, mistrzyni i reprezentantka Polski.

## Kariera sportowa

### Polska
Była zawodniczką Górnika Zabrze.
Reprezentowała Polskę na halowych mistrzostwach Europy w 1975, zajmując 7. miejsce w skoku wzwyż, z wynikiem 1,80 oraz w półfinale Pucharu Europy w tym samym roku, zajmując 6. miejsce w skoku wzwyż, z wynikiem 1,73.
Na mistrzostwach Polski seniorek na otwartym stadionie zdobyła jeden złoty medal (w skoku wzwyż - 1973), jeden medal srebrny (w skoku w dal - 1981), cztery medale brązowe (w skoku wzwyż - 1975, w pięcioboju - 1976, w siedmioboju - 1980 i 1981).
Na halowych mistrzostwach Polski seniorek wywalczyła pięć medali, w tym dwa złote medale w skoku wzwyż (1974, 1975), dwa srebrne medale w pięcioboju (1978, 1981) oraz brązowy medal w skoku w dal (1977).
9 marca 1975 poprawiła wynikiem 1,80 halowy rekord Polski w skoku wzwyż.

### Niemcy
Na początku lat 80. wyjechała do Republiki Federalnej Niemiec. Była zawodniczką SC Charlottenburg.
W barwach RFN wystąpiła w halowych mistrzostwach Europy w 1985, zajmując 14. miejsce w skoku w dal, z wynikiem 6,07.
W 1985 została wicemistrzynią RFN na otwartym stadionie w skoku w dal oraz w sztafecie 4 x 100 m, a w 1986 zdobyła w sztafecie 4 x 100 m brązowy medal. W 1986 zdobyła w skoku w dal brązowy medal halowych mistrzostw RFN.

### Rekordy życiowe
- skok wzwyż: 1,81 (16.06.1981)[1]
- skok w dal: 6,64 (21.08.1985)[10]